# Hoke megye
Hoke megye az Amerikai Egyesült Államokban, azon belül Észak-Karolina államban található. Megyeszékhelye és legnagyobb városa Raeford. Lakosainak száma 52 082 fő (2020. április 1.). Hoke megye Moore, Cumberland, Robeson, Scotland és Richmond megyékkel határos.

## Népesség
A megye népességének változása:
| Lakosok száma | 47 482 | 49 507 | 50 495 | 51 322 | 52 671 | 52 082 |
|               | 2010   | 2011   | 2012   | 2013   | 2015   | 2020   |